# Mi-Val

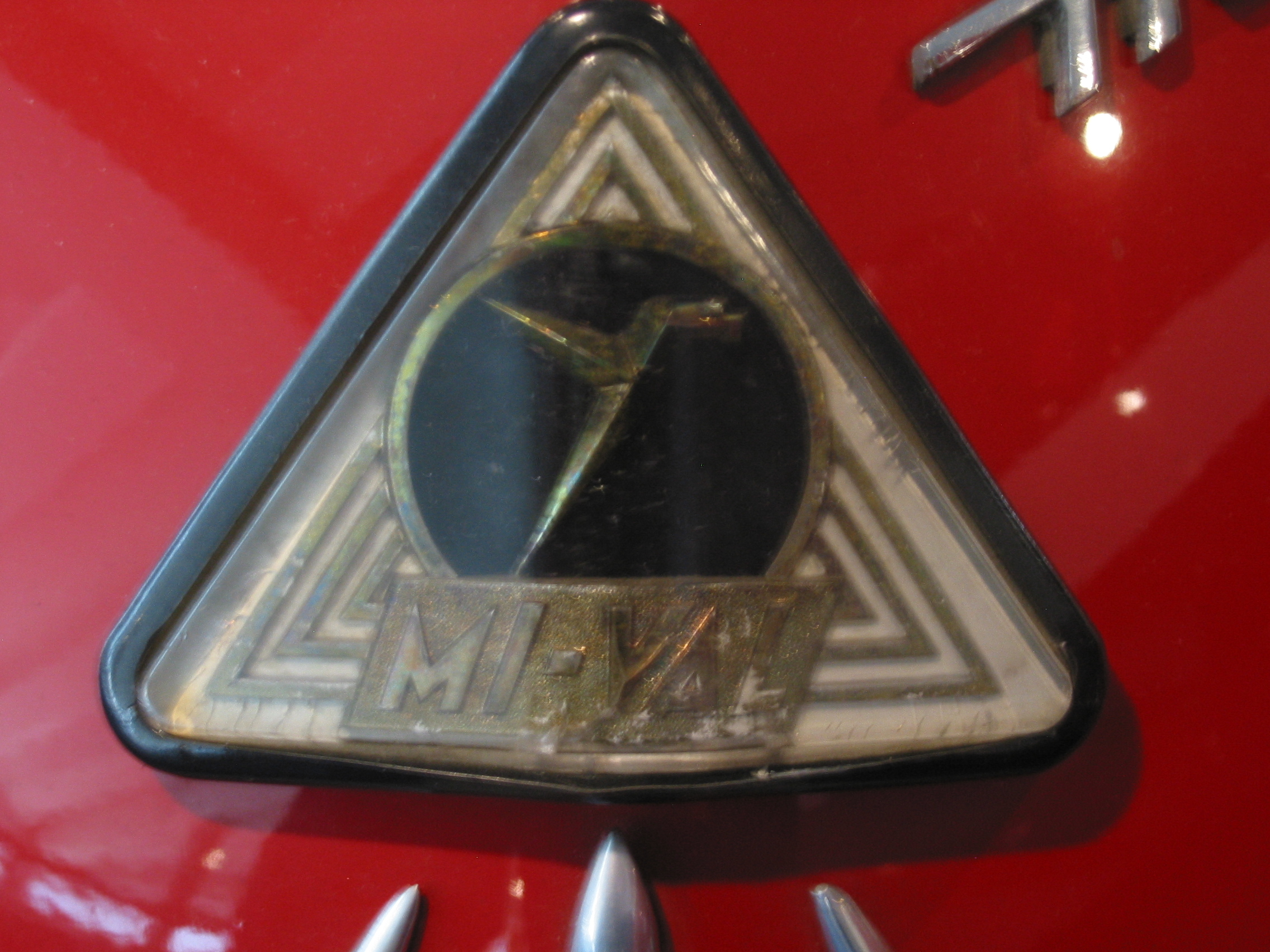
Emblem

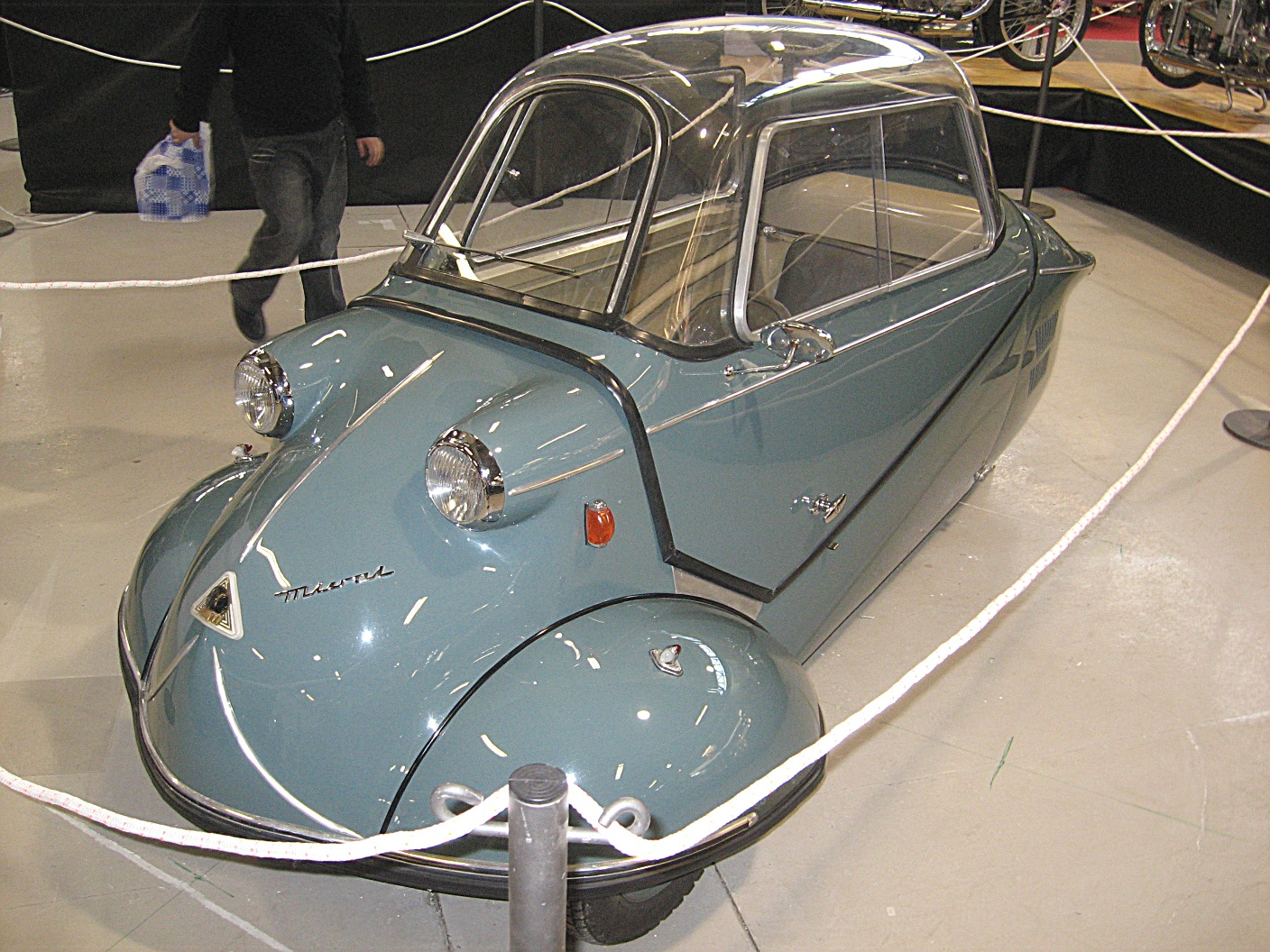
Mi-Val Mivalino

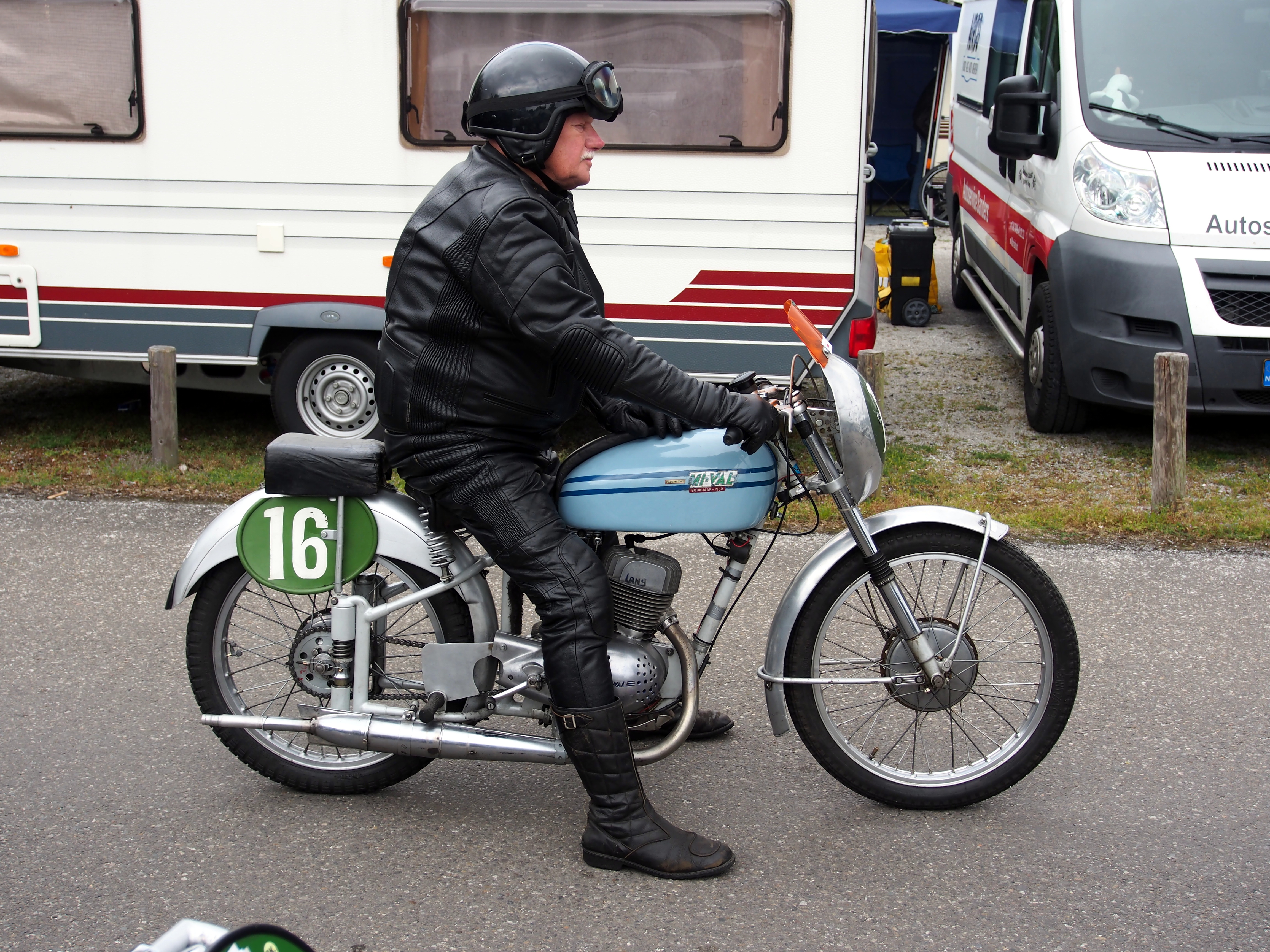
Motorrad von 1952

Mi-Val war ein italienischer Hersteller von Motorrädern und Automobilen.

## Unternehmensgeschichte
Das Unternehmen Metalmeccanica Italiana Valtrompia s.p.a. begann 1954 in Gardone Val Trompia in der Provinz Brescia mit der Produktion von Automobilen. 1956 wurde die Produktion eingestellt. Motorräder entstanden über einen längeren Zeitraum.

## Automobile
Das einzige Modell war der Mivalino. Es war ein Lizenzbau des Messerschmitt Kabinenrollers. Zum Einsatz kam ein eigener Einzylinder-Zweitaktmotor mit 172 cm³ Hubraum, der 9 PS leistete.
Ein Fahrzeug dieser Marke ist im Automuseum Museo Nicolis in Villafranca di Verona zu besichtigen.
Für den Mivalino sind Auktionsergebnisse von 62.440 Euro im Jahr 2013 und 66.520 Euro im Jahr 2021 überliefert.